# Livilla nervosa
Livilla nervosa är en insektsart som beskrevs av Hodkinson och Jennifer L. Hollis 1987. Livilla nervosa ingår i släktet Livilla och familjen rundbladloppor. Inga underarter finns listade i Catalogue of Life.